# لوكسابين
لوكسابين (يُباع تحت العديد من الأسماء التجارية في جميع أنحاء العالم) هو دواء مضاد نمطي للذهان يُستخدم أساسًا في علاج مرض الفصام. الدواء هو عضو في فئة غاز سي آر هيكليًا وأشهرها الكلوزابين. جادل العديد من الباحثين بأن عقار لوكسابين قد يعمل كمضاد غير نمطي للذهان.
يمكن استقلاب لوكسابين بإضافة مجموعة ميثيل إلى ذرة النيتروجين الخاصة بالأموكسابين، وهو مضاد للاكتئاب ثلاثي الحلقات.

## الاستخدامات الطبية
وافقت إدارة الغذاء والدواء الأمريكية على مسحوق استنشاق لوكسابين لعلاج الحالات الحادة بمن مرض الفصام أو الاضطراب ثنائي القطب النوع الأول عند البالغين.
لم تجد مراجعة مختصرة للوكسابينين أي دليل قاطع على أنه كان فعالًا بشكل خاص في مرضى الفصام المصحوب بجنون العظمة. واعتبرت مراجعة منهجية لاحقة أن الأدلة المحدودة لم تشير إلى وجود فرق واضح في آثارها من مضادات الذهان الأخرى.

## الاحتياطات
هذا الدواء لا علاقة له بالبنزوديازيبينات والتي يحدث معها عادةً سوء الاستخدام. وتعتبر المخاطر والآثار الجانبية الشخصي قابلة للمقارنة مع مضادات الذهان الأخرى.

## الآثار الجانبية
ملاحظة: تشير النسب المئوية المعطاة بعد الآثار الضارة المحتملة إلى حدوث الآثار الضارة المذكورة، وفقًا لموقع DrugPoint. 
الآثار الجانبية الشائعة للوكسابين المُعطى عن طريق (نسبة حدوث ٪1 ٪) عند الاستنشاق
- تغير حاسة التذوق (14٪)
- الشعور بالنوم (12 ٪)
- التهاب البلعوم (3 ٪)

وتشمل الآثار الجانبية الشائعة للوكسابين المُعطى عن طريق الفم
- الإمساك
- فم جاف
- تعذر الجلوس
- دوخة
- النوم الشديد
- خطاب مشدود
- أعراض خارج السبيل الهرمي (تعتمد على الجرعة. في الجرعات المنخفضة، يبدو ميلها للتسبب في آثار جانبية خارج هرمية مشابهاً لمضادات الذهان غير التقليدية.[11]
- عدم وضوح الرؤية
- احتباس البول
- النعاس (الذي يبدو معتدلاً في شدته مقارنةً بالعقاقير المضادة للذهان الأخرى [12] )
- ضيق في التنفس
- احتقان الأنف

وتشمل الآثار الجانبية النادرة
- التغلف المعوي
- ندرة المحببات
- نقص في عدد كريات الدم البيضاء
- قلة الصفيحات
- تلف الخلايا الكبدية
- متلازمة الخبيثة العصبية
- تشنج
- خلل الحركة المتأخر
- السكتة الدماغية
- نوبة نقص تروية عابرة
- الموت

## روابط خارجية
- دراسة المنتج من Medscape (التسجيل مجاني مطلوب).